# Niederhagen

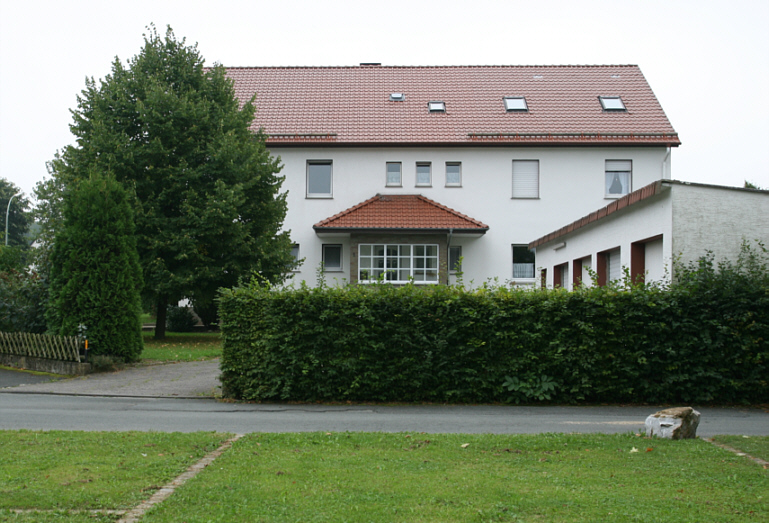
Antigua puerta de entrada del campo de concentración de Niederhagen, ahora es un edificio residencial.

Niederhagen fue un campo de concentración nazi situado en Alemania. Fue creado el 17 de junio de 1940, cerrado el 28 de julio de 1942 y liberado el 2 de abril de 1945. Se estiman en 1.285 los muertos en él.

## Historia
Situado en Wewelsburg, Niederhagen era un castillo convertido en campo de concentración destinado a interrogatorios. Albergó a 3.900 prisioneros de los cuales 1.285 murieron por hambre o asesinados por la SS.
Niederhagen se cerró como centro de internamiento en agosto de 1942 aunque se mantuvo a algunos prisioneros especiales pero en número muy reducido. El 31 de marzo de 1945, Himmler ordenó destruir el castillo. Dos días más tarde las tropas americanas liberaron a los escasos prisioneros que quedaban aún con vida.
- Datos: Q565655
- Multimedia: Niederhagen concentration camp / Q565655